# Clarkston (Schotland)
Clarkston is een dorp in de Schotse council East Renfrewshire in het historisch graafschap Renfrewshire.
Clarkston wordt bediend door een station op de Glasgow South Western Line.